# Verwaltungsgemeinschaft Hesselberg
In der Verwaltungsgemeinschaft Hesselberg im mittelfränkischen Landkreis Ansbach haben sich am 1. Mai 1978 folgende Gemeinden zur Erledigung ihrer Verwaltungsgeschäfte zusammengeschlossen:
1. Ehingen, 1940 Einwohner, 47,60 km²
2. Gerolfingen, 938 Einwohner, 12,59 km²
3. Röckingen, 743 Einwohner, 10,91 km²
4. Unterschwaningen, 866 Einwohner, 18,57 km²
5. Wittelshofen, 1259 Einwohner, 24,22 km²

Sitz der Verwaltungsgemeinschaft ist Ehingen. Alle Teile zählen zur Metropolregion Nürnberg.
Der Verwaltungsgemeinschaft hatte bis 31. Dezember 1979 auch die Gemeinde Langfurth angehört.